# Roberto Giusti
Roberto Fernando Giusti (Lucca, Italia, 10 de marzo de 1887 – Martínez, provincia de Buenos Aires, Argentina, 6 de mayo de 1978) fue un crítico literario, político y profesor nacido en Italia que vivió desde niño en Argentina y militó en el socialismo. 

## Primeros años y estudios
Sus padres fueron José Giusti y Servilia Preti; huérfano de padre en su niñez, viajó en 1895 con su madre para residir en Buenos Aires. Vivió con su familia primero en la zona céntrica y luego en el barrio de Belgrano. Completó sus estudios en el Colegio Nacional Norte, después llamado "Domingo F. Sarmiento", ubicado en la calle Libertad 1257, y en 1904 ingresó en la Facultad de Filosofía y Letras de la Universidad de Buenos Aires, donde obtuvo su doctorado en 1912.

## Actividad profesional, docente y académica
Desde muy joven le gustaba escribir y participar en peñas literarias. Con su amigo Alfredo A. Bianchi fundó y dirigió la revista literaria Nosotros, que alcanzó 300 números durante los años de publicación entre agosto de 1907 y septiembre de 1943, llegando a ser la empresa cultural más influyente de la época. Como muchos de su generación y, en especial, de los dirigentes del socialismo, era amante de la ópera; a veces actuaba como partiquino o corista en teatros como el Teatro Ópera o el Rivadavia. Hacia 1908 trabajaba como crítico para el diario El País, por lo que concurría a las funciones del Teatro Odeón y durante un año tuvo el cargo de secretario en dicho teatro. Escribió numerosos artículos en revistas y periódicos de su época, que incluyeron crítica literaria y obras de ficción.
Integró el Consejo directivo de la Facultad de Filosofía Letras de la Universidad de Buenos Aires en 1924. Fue uno de los socios fundadores de la Sociedad Argentina de Escritores, que presidió en dos oportunidades, así como miembro de número desde 1936 de la Academia Argentina de Letras. También fue uno de los intelectuales que fundó el Colegio Libre de Estudios Superiores.
Fue profesor en el Colegio “Manuel Belgrano”, en el Colegio Nacional “Mariano Moreno”, en el Instituto Nacional del Profesorado Secundario y en la Facultad de Filosofía y Letras de la Universidad de Buenos Aires, en la que dictaba la cátedra de Literatura Iberoamericana y fue nombrado Profesor honorario.
Entre sus obras se encuentran Mis muñecos: cuentos y fantasías (1923); A las Cataratas (cuentos, 1956); Florencio Sánchez, su vida y su obra (1920); Literatura y vida (1939); Siglos; escuelas; autores (1946); Momentos y aspectos de la cultura argentina (1954); y Visto y vivido (1965). Recibió en 1958 el Gran Premio de Honor de la SADE.

## Actividad política
En 1917 adhirió a la Revolución rusa y al año siguiente lo hizo a la Reforma Universitaria. Años después, en 1965, escribió que estaba en contra del régimen soviético porque "lo priva a uno de la libertad de expresarse como quiere y vivir la propia vida personal y familiar como lo desea, aun cuando ese régimen persiga fines altísimos, desde luego por medios engañosos, y yo no me siento dispuesto a sacrificar tantas cosas que el hombre tardará mucho en reencontrar". Se afilió al Partido Socialista, creado por el doctor Juan B. Justo el 18 de mayo de 1918 y simpatizó con la III Internacional y la fracción “tercerista” que dentro del partido defendía Augusto Bunge desde el quincenario La Hora (1920) y el senador socialista Enrique del Valle Iberlucea.
En 1920 fue nombrado profesor del Colegio Nacional, dependiente de la Universidad Nacional de La Plata y desde La Vanguardia, el órgano oficial del Partido Socialista, dirigido en ese entonces por Nicolás Repetto, se lo criticó en una nota del 6 de diciembre de ese año titulada “Cátedra para los socialistas. Nueva táctica del señor Yrigoyen”. Giusti respondió desde La Hora que su nombramiento solo había sido criticado por “los clericales, los de la Liga (refiriéndose a la Liga Republicana) y los socialistas del diario La Vanguardia”. En desacuerdo con la decisión del Comité ejecutivo impulsado por Antonio Di Tomaso de expulsar afiliados y disolver los centros “terceristas” renunció al mismo tiempo que lo hacen otros militantes como Bunge, Del Valle Iberlucea y Alejandro Mantecón, pero el partido no acepta su renuncia.
La corriente “tercerista” fue derrotada en el IV Congreso Extraordinario partidario realizado en Bahía Blanca entre el 8 y 10 de enero de 1921 y organizó junto al grupo “Claridad” el llamado “Congreso de las Izquierdas”, realizado el 26 y 27 de febrero de 1921 en el Teatro Roma de Avellaneda. Giusti, que había tenido conflictos dentro del partido por su opinión de que nada separaba al Partido Socialista del recientemente formado Partido Socialista Internacional, fue designado –sin haberlo pedido- delegado para ese congreso pero renunció públicamente sin ejercer ese mandato y desde entonces asumió posiciones más moderadas. Como consecuencia de aquel Congreso, los terceristas se incorporaron al Partido Comunista Argentino.
Se desempeñó como concejal en la ciudad de Buenos Aires entre 1921 y 1926. En el Congreso del Partido Socialista de 1923 en Mar del Plata –donde se produjo la polémica entre Repetto y Di Tomaso por la acusación a este de ejercer la profesión de abogado en forma incompatible con su afiliación socialista- integró la Comisión de Prensa, cargo en el que fue reelecto por el voto de los afiliados en marzo de 1924 y que también ejerció en el Congreso partidario de los días 11 y 12 de octubre de 1925. En el XVII Congreso Ordinario del PS se puso en evidencia la tensión existente entre un sector integrado por Américo Ghioldi, Pérez Leirós, Nicolás Repetto, José Pena y Joaquín Coca hacia Antonio de Tomaso, Héctor González Iramain y Federico Pinedo, a los que acusaban de mantener una "doble moral" por mantener una relación profesional con empresarios y por su forma de relacionarse con la demás fuerzas políticas, y si bien la mayoría de los delegados rechazó sancionarlos, comenzó a instalarse dentro del partido la opinión de que en su seno había dos clases de diputados socialistas, uno integrado por universitarios abierto a dialogar con otros sectores políticos y otro decidido a enfrentar con dureza a quienes representaban la burguesía. Lo cierto es que -tal como señaló González Iramain en su discurso- muchos dentro de este segundo grupo conocían a diputados de otros partidos desde antes de compartir el recinto, por relaciones profesionales, familiares o de su época de estudiante.
La diferente forma de concebir al partido así como la divergencia respecto de la estrategia a seguir en las elecciones presidenciales previstas para 1928 provocó en julio de 1927 una escisión del partido. Giusti participó del Congreso Constituyente realizado 7 de agosto de 1927 y fue elegido para integrar el primer Consejo Directivo del Partido Socialista Independiente que fue allí creado. En abril de 1928 fue elegido diputado nacional por la Capital Federal por el Partido Socialista Independiente e integró la Cámara desde el 8 de junio de ese año hasta que el 6 de septiembre de 1930 fue disuelto el Congreso por el golpe de Estado de ese año. Durante ese lapso mantuvo una posición opositora al presidente Hipólito Yrigoyen y fue uno de los firmantes, junto a otros senadores y diputados conservadores y socialistas independientes, del "Manifiesto de los 44", publicado el 10 de agosto de 1930 en el diario La Nación, en el que convocaban a la acción concertada para defender dentro y fuera del ámbito legislativo la "legalidad y el cumplimiento de la Constitución" que, afirmaban, era violada por el Poder Ejecutivo. Participó como orador en el acto del 27 de agosto organizado por los 44 en el Teatro Pueyrredón del barrio de Flores pero en tanto De Tomaso llamó en su discurso a confiar en los militares, Giusti pidió buscar soluciones dentro de "los recursos de la democracia".
En las elecciones de noviembre de 1931 fue uno de los diez diputados elegidos por la minoría en la Capital Federal con mandato hasta el 30 de abril de 1934. Desde ese cargo presentó, entre otros, los proyectos que crearon diversas escuelas y daban estabilidad a los profesores universitarios, y en 1933 ocupó la vicepresidencia segunda de la Cámara de Diputados.
Apoyó la formación de la Unión Democrática en 1945, y fue candidato a diputado nacional por la Capital Federal formando parte de la lista llamada "Unidad y Resistencia", que incluía al Partido Demócrata Progresista, al Partido Comunista, y a independientes. 
Desde 1928 hasta su muerte, el 6 de mayo de 1978, vivió en su casa de Martínez, en la calle Estrada 2236. Estaba casado con Beatriz Burbridge, con la que tuvo seis hijos, Leonor Aurora en 1918, Elsa Beatriz en 1921, Liliana Florencia en 1924, Inés Isabel en 1926, Carlos Roberto en 1928 y Ana Lucía en 1930.

## Obras
Además de sus colaboraciones en revistas nacionales y extranjeras, Roberto Giusti escribió:
- Nuestros poetas jóvenes. (1912, edición de “Nosotros”)
- Crítica y polémica -primera serie-. (1917, edición de “Nosotros”)
- Enrique Federico Amiel, en su diario íntimo. (1919, edición de  “Nosotros”)
- Florencio Sánchez, su vida y su obra (1920, Agencia Sudamericana de Libros)
- Anatole France. El aspecto social de su obra. (1920, Ediciones Selecta América)
- Mis muñecos - cuentos y fantasías. (1923, Cooperativa Editorial Limitada)
- Crítica y polémica -segunda serie- (1924, Cooperativa Editorial Limitada). Primer Premio Municipal de Prosa.
- Crítica y polémica -tercera serie- (1927, Cooperativa Editorial Limitada).
- Crítica y polémica -cuarta serie- (1930, edición de “Nosotros”).
- El drama rural argentino
- Literatura y vida (1939, edición de “Nosotros”)
- Siglos, escuelas, autores (1946, edición de “Nosotros”).
- Momentos y aspectos de la cultura argentina (1954, Editorial Raigal)
- Ensayos (1955, Artes Gráficas Bartolomé U. Chiesino -fuera de comercio-). Obra que publicaron sus amigos con motivo de sus Bodas de Oro con la profesión literaria.
- Poetas de América y otros ensayos (1955, Editorial Losada, Biblioteca Contemporánea)
- A las cataratas - cuentos (1956, Editorial Luar)
- En la historia de la literatura argentina. Colección dirigida por Rafael Alberto Arrieta (1957, Enciclopedia Peuser): “Las letras durante la revolución y el período de la independencia”, “La prosa de 1852 a 1900”, “La crítica y el ensayo”, “El teatro”.
- Rafael Alberto Arrieta (1962, Ediciones Culturales Argentinas).
- Visto y vivido. Anécdotas, semblanzas, confesiones y batallas (1965, Editorial Losada).

También escribió libros de textos de gramática y literatura para las  escuelas secundarias, tales como Nuestro idioma, Curso de lengua castellana (I, II y III curso), Gramática y ejercicios de idioma (I, II y III curso), Lecciones de literatura española y antología y Lecciones de literatura argentina e hispanoamericana y antología.